# Macropyxis cronini
Macropyxis cronini is een mosselkreeftjessoort uit de familie van de Macrocyprididae. De wetenschappelijke naam van de soort is voor het eerst geldig gepubliceerd in 2010 door Brandão.